# Literatuurmuseum
Het Literatuurmuseum, gevestigd in het Koninklijke Bibliotheek-complex in Den Haag, is gewijd aan auteurs uit het Nederlandstalige gebied vanaf 1750. Tot 1 november 2016 was de naam Nederlands Letterkundig Museum en Documentatiecentrum. Het Literatuurmuseum en het Kinderboekenmuseum vallen onder de Stichting Nederlands Literatuurmuseum en Literatuurarchief.
Het Literatuurmuseum is een onderzoekcentrum voor de Nederlandse literatuur, inclusief de Indische letteren. Het is ook de plaats waar jaarlijks de P.C. Hooft-prijs wordt uitgereikt. Het Nederlandse Ministerie van Onderwijs, Cultuur en Wetenschap heeft het belang van het museum onderkend door het de status van “instelling met een langlopend subsidieperspectief” te verlenen. De literatuur van Nederlandstalig Vlaanderen behoort voornamelijk tot het terrein van het Letterenhuis te Antwerpen.

## Collectie

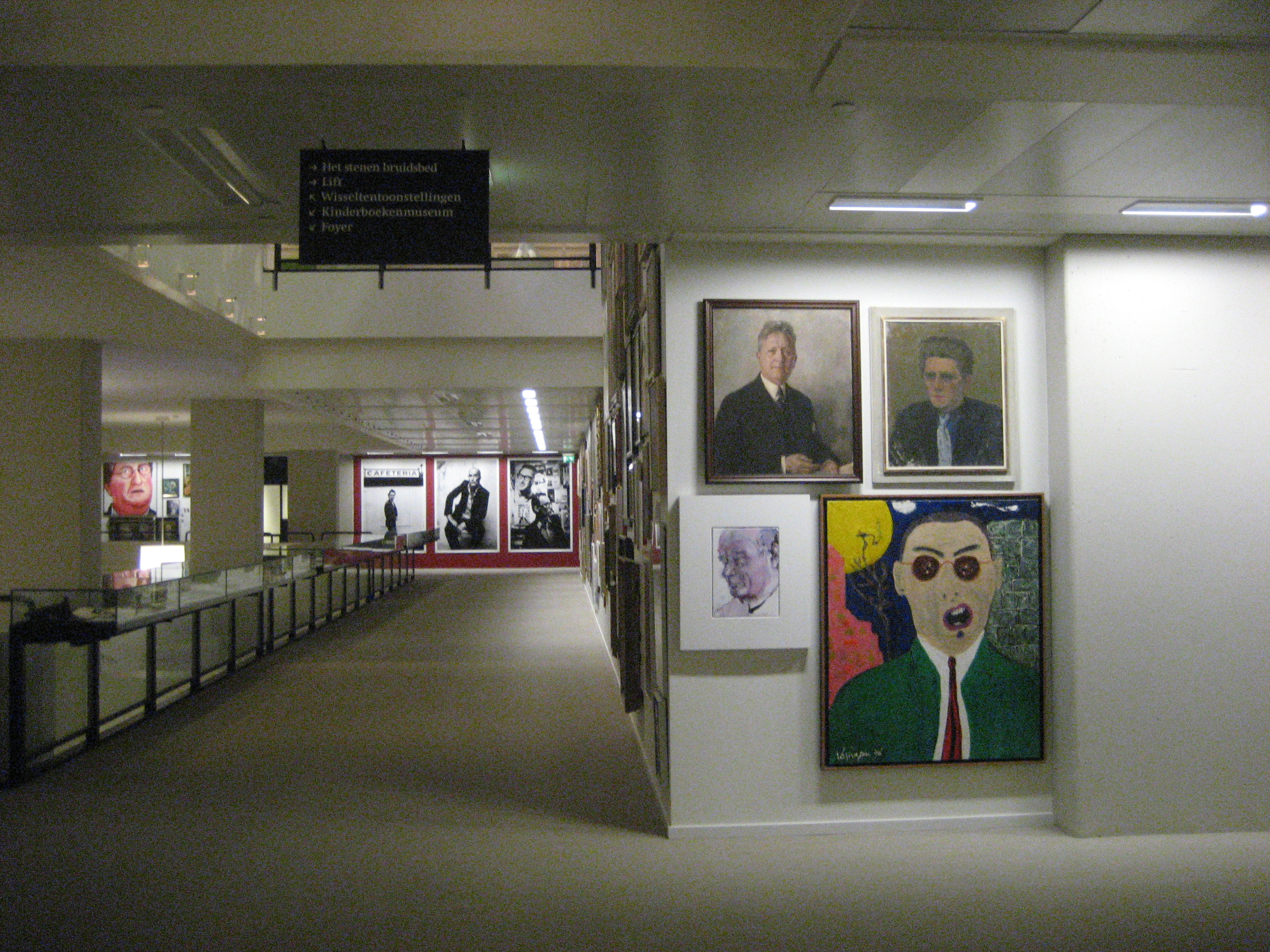
Deel van de portrettengalerij

Het Literatuurmuseum verzamelt vooral collecties rond literaire schrijvers, in een ruime opvatting van dat begrip: ook de humanistische wetenschapper Erasmus en de stripauteur Marten Toonder zijn vertegenwoordigd onder de ongeveer 6000 schrijvers waarvan het museum het literair erfgoed bewaart.
De collectie is deels geschonken, deels gekocht van nabestaanden of van antiquariaten en veilingbedrijven. Het kan dan gaan om nalatenschappen en archieven van auteurs, maar ook van uitgevers en fotografen. Behalve archieven van manuscripten en typoscripten is er ook een uitgebreide verzameling knipsels en beeldend materiaal (zoals foto’s, geschilderde portretten en audiovisuele dragers). Ook bevat de collectie curiosa als "de sigaar van Couperus", "de broek van Belcampo" en "de stofzuiger van Vestdijk".
De verzameling is in principe voor publiek toegankelijk; op sommige archieven rusten restricties of moet toestemming van de erven worden aangevraagd. Het materiaal kan in de leeszaal worden geraadpleegd, maar het Literatuurmuseum organiseert ook grote en kleine exposities, zoals in 2022 een online expositie over de Surinaamse schrijvers Anton de Kom, Bea Vianen, Trefossa, Albert Helman en Rudie van Lier. Bij het museum behoort sinds 1994 ook het Kinderboekenmuseum, dat in 2010 werd vernieuwd.

## Geschiedenis

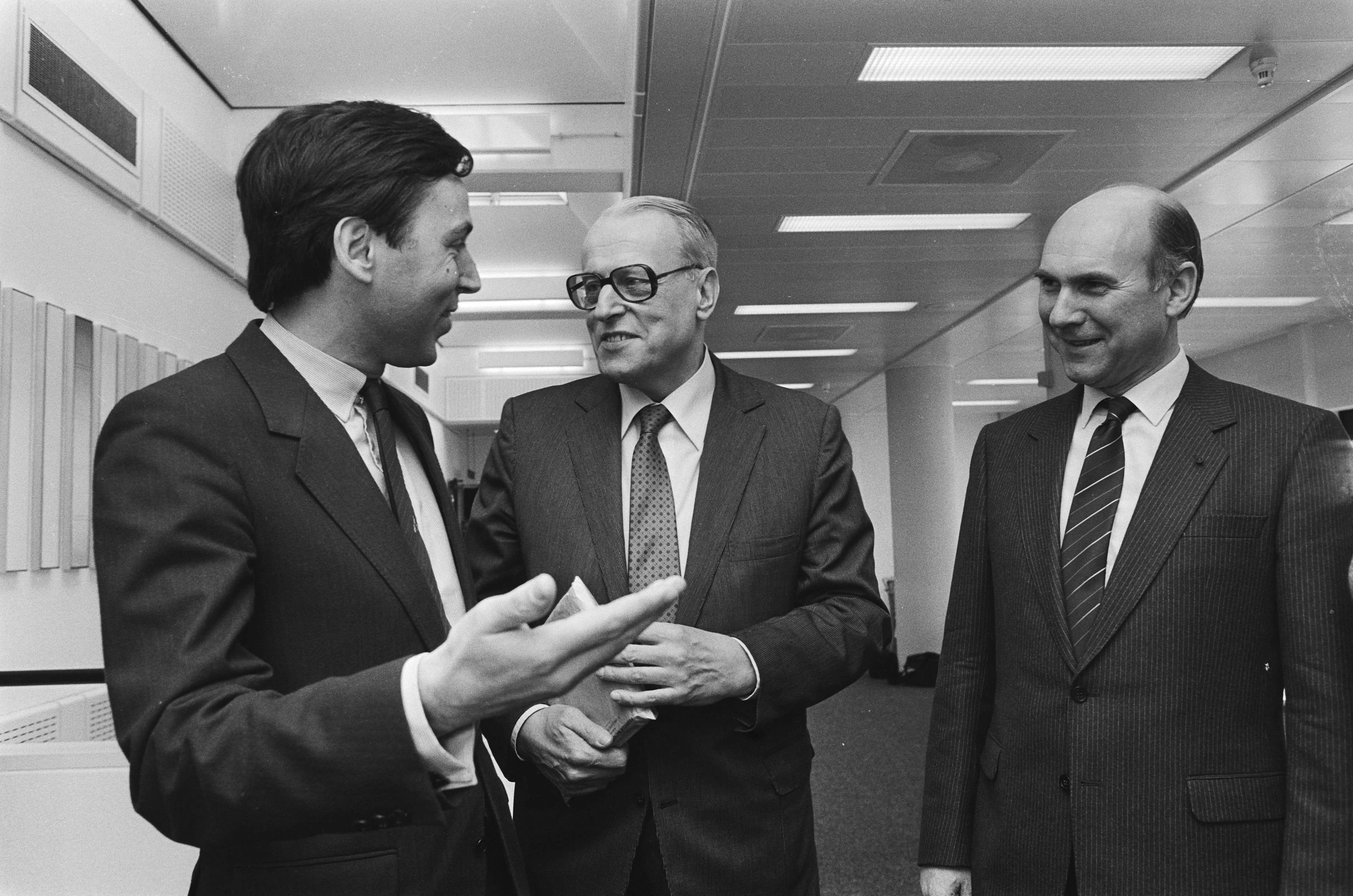
Minister Brinkman, W.F. Hermans en Wim Koops bij de opening van de nieuwbouw van het Letterkundig Museum (1985)

Voorlopers van het Letterkundig Museum waren twee tentoonstellingen: de Eerste Nederlandsche Tentoonstelling voor Letterkunde in 1923 te Den Haag en een soortgelijke expositie in Amsterdam. Het Haags Gemeentearchief begon daarop met de aanleg en expositie van een literaire verzameling, en van 1953 dateert een stichting die tot doel had tot een museum te komen.
Het Literatuurmuseum werd in 1954 opgericht als Nederlands Letterkundig Museum, met als eerste hoofdconservator Gerrit Borgers. Zijn rechterhand werd de dichteres Ellen Warmond. Het museum werd gevestigd in Den Haag in het voormalige stadhuis aan de Dagelijkse Groenmarkt. Verhuizingen waren nodig doordat de groeiende collectie ruimtegebrek tot gevolg had. Het museum verhuisde in 1965 naar de Juffrouw Idastraat. Van 1969 tot 1988 was Harry G.M. Prick conservator. In 1979 werd Borgers als hoofdconservator opgevolgd door de neerlandicus en dichter Anton Korteweg. Het museum vindt sinds 1982 onderdak in een groot modern gebouw dat deel uitmaakt van het Koninklijke Bibliotheek-complex. Bij deze laatste verhuizing werd de permanente tentoonstelling 't Is vol van schatten hier... geopend. Het begeleidende boek met die titel werd geredigeerd door Anton Korteweg en Murk Salverda.
In 2004 werd de Schrijversportrettengalerij opgezet. In de loop der jaren heeft het Literaruurmuseum vele honderden schilderijen, bustes en andere portretten van Nederlandstalige schrijvers verzameld. Sinds 2010 zijn meer dan vijfhonderd van die portretten te zien in het museum. Korteweg werd in 2009 opgevolgd door Aad Meinderts, die al in een eerdere periode werkzaam was bij het museum. In september 2024 werd Meinderts opgevolgd door Valérie Drost. Zij is, na Gerrit Borgers, Anton Korteweg en Aad Meinderts, de vierde directeur van het museum. 
In 2010 werd een vaste opstelling van schrijvers gecreëerd, het Pantheon, dat honderd belangrijke auteurs uit de Nederlandstalige literatuur omvat. De begingrens is hier overigens niet het jaar 1750: ook de middeleeuwse dichteres Hadewych komt erin voor. Kort na zijn dood is Jan Wolkers om zijn buitengewone literaire verdiensten in het Pantheon opgenomen.
In het advies over de rijkssubsidies aan culturele instellingen dat de Raad voor Cultuur in mei 2012 uitbracht aan staatssecretaris Halbe Zijlstra, werd een nauwere samenwerking (mogelijk zelfs fusie) aanbevolen tussen het op de Nederlandse literatuur gerichte Literatuurmuseum en het in het boek en de bibliofilie gespecialiseerde Museum Meermanno, ook in Den Haag.
In 2014 baarde het museum opzien met de tentoonstelling Heleen van Royen: Selfmade met foto's van schrijfster Heleen van Royen, met name naaktselfies. Vanwege een foto waarop zij een bebloede tampon uit haar vagina haalde kreeg de expositie veel media-aandacht (o.a. in De Wereld Draait Door) en trok daardoor veel bezoekers. De tamponfoto was "letterkundig gezien echt interessant hoor", aldus het museum.

## Verhuizing

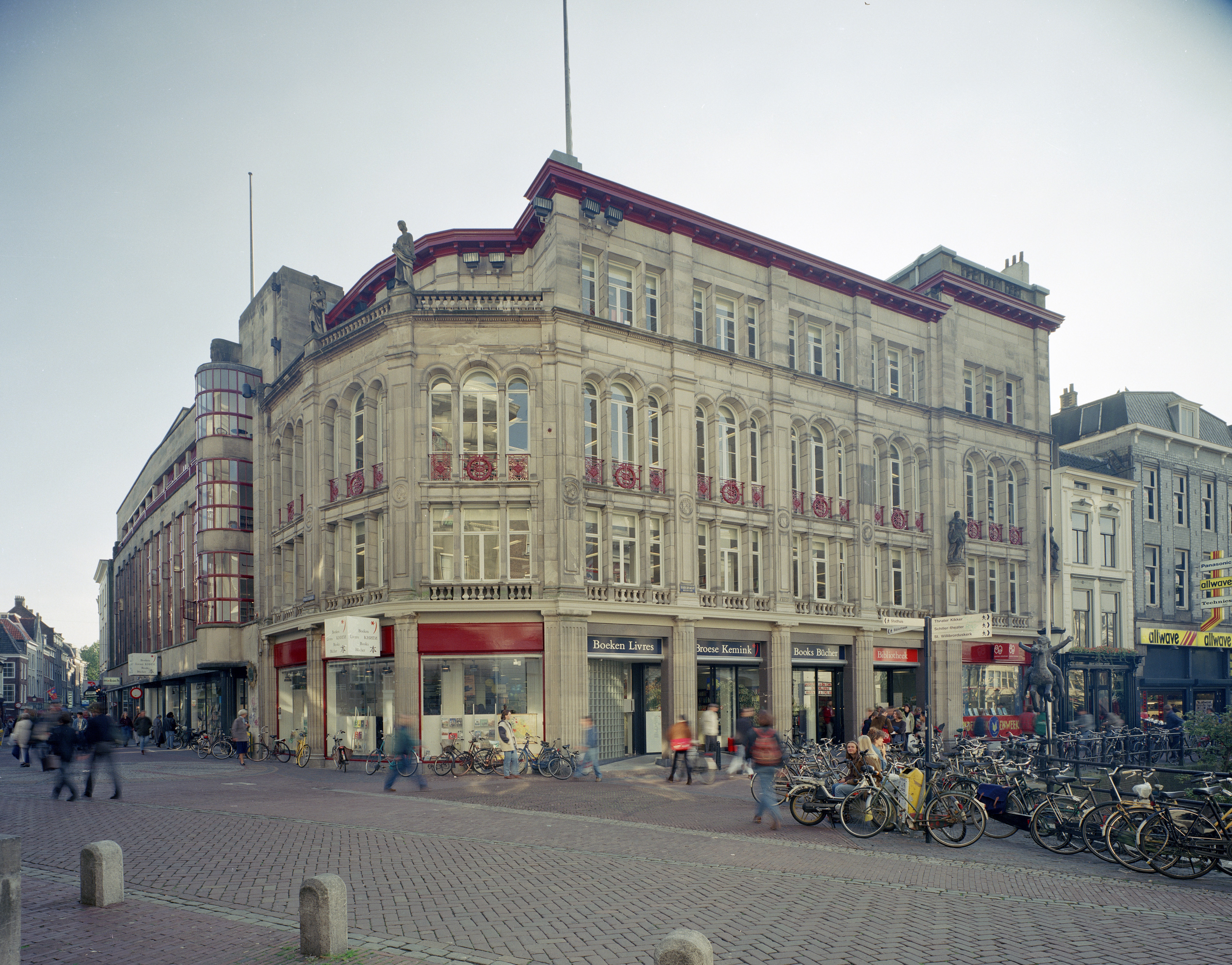
De toekomstige locatie in Utrecht

Het Literatuurmuseum is van plan om eind 2027 te verhuizen naar Magazijn De Zon in het pand Oudegracht 167 te Utrecht. Met de gemeente Utrecht, eigenaar van het gebouw, is een intentieovereenkomst gesloten. Als reden werd genoemd dat het pand van de Koninklijke Bibliotheek in Den Haag, waarin het museum 'inwoont', grootschalig onderhoud nodig heeft. 

## Schrijversprentenboeken
Het Literatuurmuseum heeft in samenwerking met (vooral) de Amsterdamse uitgeverij De Bezige Bij een reeks rijk geïllustreerde boeken gepubliceerd die gewijd zijn aan één belangrijke schrijver of een groep schrijvers uit het Nederlandse taalgebied. Daarin wordt de bio- en bibliografie van het onderwerp op de voet gevolgd. Schrijvers die in deze reeks worden belicht zijn onder meer J.H. Leopold, Simon Vestdijk, J. Slauerhoff, Louis Couperus, Conrad Busken Huet, Harry Mulisch, Frans Kellendonk, Boudewijn Büch en Jan Siebelink, en ook Annie M.G. Schmidt, Paul Biegel, Miep Diekmann en de illustrator Hans Borrebach. De reeks begon in 1958 en bestond in 2015 uit 59 titels, plus vier die buiten de officiële reeks vallen.